# 欽奇魯薩山
11°38′06″S 76°11′29″W / 11.63500°S 76.19139°W

欽奇魯薩山（Chinchirusa），是秘魯的山峰，位於該國中部胡寧大區和利馬大區，由堯利區和奇克拉區負責管轄，屬於安地斯山脈的一部分，海拔高度5,000米。